# Idzsu
Idzsu (hangul: 의주군, Idzsu-kun, handzsa: 義州郡, RR: Ŭiju-kun, ’jogos település’) megye Észak-Koreában, Észak-Phjongan (P'yŏngan) tartományban.
Kogurjo (Koguryŏ) idején a megye területén egy Rjongmanhjon (Ryongman-hyŏn) nevű település (másik nevén: Hvai (Hwa-ŭi)) volt. 1010-ben a Podzsu (Poju), 1054-ben pedig a Phodzsu (P'oju) nevet kapta. 1117-ben elsőként kapta meg a ma is ismert Idzsu (Ŭiju) nevet, azonban 1221-ben ismét átnevezték, ekkor Hamsin (Hamsin) lett. 1336-ban Idzsu-mok (Ŭiju-mok) lett a neve. 1895-ben megyei rangra emelték, 1907-ben pedig Észak-Phjongan (P'yŏngan) tartomány székhelye lett. 1914-ben egy részét leválasztották és létrehozták belőle Sinidzsu (Sinŭiju)t. A maradék területet falusi (mjon (myŏn)) rangra fokozták le. 1939-ben községi (up (ŭp)), 1945-ben ismét falusi rangot kapott, 1952-től ismét megye.

## Földrajza
Északról az Amnok folyó és Kína, keletről Szakcsu (Sakchu) és Cshonma (Ch'ŏnma) megyék, délről Phihjon (P'ihyŏn) megye, nyugatról Sinidzsu (Sinŭiju) városa határolja.

## Közigazgatása
1 községből (up (ŭp)), 17 faluból (ri (ri)) és 2 munkásnegyedből (rodongdzsagu (rodongjagu)) áll:
| - Idzsu-up (의주읍; 義州邑, Ŭiju-ŭp) - Kumgvang-ri (금광리; 金光里, Kŭmgwang-ri) - Temun-ri (대문리; 大門里, Taemun-ri) - Teszan-ri (대산리; 臺山里, Taesan-ri) - Tehva-ri (대화리; 大花里, Taehwa-ri) - Rjonggje-ri (룡계리; 龍溪里, Ryonggye-ri) - Rjongun-ri (룡운리; 龍雲里, Ryongun-ri) - Miszong-ri (미송리; 美松里, Misong-ri) - Szamha-ri (삼하리; 三下里, Samha-ri) - Szoho-ri (서호리; 西湖里, Sŏho-ri) | - Szudzsin-ri (수진리; 水鎭里, Sujin-ri) - Odzsok-ri (어적리; 於赤里, Ŏjŏk-ri) - Jonmu-ri (연무리; 燕武里, Yŏnmu-ri) - Uncshon-ri (운천리; 雲川里, Unch'ŏn-ri) - Csungdan-ri (중단리; 中端里, Chungdan-ri) - Cshu-ri (추리; 楸里, Ch'u-ri) - Cshunszan-ri (춘산리; 春山里, Ch'unsan-ri) - Hongnam-ri (홍남리; 弘南里, Hongnam-ri) - Tongnjong-rodongdzsagu (덕룡로동자구; 德龍勞動者區, Tŏkryong-rodongjagu) - Tokhjon-rodongdzsagu (덕현로동자구; 德峴勞動者區, Tŏkhyŏn-rodongjagu) |

## Gazdaság
Idzsu (Ŭiju) megye gazdasága könnyűiparra és bányászatra épül, fő terméke: feketekőszén.

## Oktatás
Idzsu (Ŭiju) megye két ipari egyetemnek, egy mezőgazdasági főiskolának, illetve kb. 20 általános iskolának és középiskolának ad otthont.

## Egészségügy
A megye kb. 20 egészségügyi intézménnyel rendelkezik, köztük saját kórházzal.

## Közlekedés
A megye közúton Sinidzsu (Sinŭiju) és a szomszédos megyék felől közelíthető meg. A megye vasúti kapcsolattal rendelkezik, a Tokhjon (Tŏkhyŏn) vasútvonal része.